# Guerra d'Ifni
La Guerra d'Ifni (1957-1958) fou una guerra colonial silenciada que enfrontà el Marroc de Muhàmmad V i Hassan II i l'Espanya franquista. Ifni era un territori a la costa oest d'Àfrica, situat més o menys al paral·lel de les Illes Canàries, territori que Espanya havia ocupat el 1934. Reivindicava un tractat amb el sultà del Marroc del segle xix. Com que era una colònia on hi imperava un règim militar, s'hi va crear una guarnició típicament colonial dotada d'efectius indígenes i, als anys 50, també d'europeus, principalment personal de quintes, el Regiment de Tiradors d'Ifni. En l'època de la guerra Ifni era una província més que depenia de la Dirección General de Plazas y Província Españolas i després de la Dirección General de Marruecos y Colònies del Ministeri d'Interior (liderat per l'almirall Carrero Blanco). De fet, però, era un protectorat com el Sàhara Occidental o la Guinea Equatorial, el qual es pretengué explotar com a colònia en el moment en què l'Àfrica s'estava descolonitzant.

## Antecedents
El 2 de març de 1956, Muhàmmad V del Marroc va aconseguir el reconeixement de la independència del seu país per part de França. El 7 d'abril, Espanya, malgrat de les protestes formulades per l'Exèrcit (entre altres pel general García Valiño, alt comissari) reconeix la independència marroquina. Finalitzaven d'aquesta forma els protectorats exercits per França i Espanya, respectivament, sobre el Marroc.

## La guerra
El Marroc, sens prèvia declaració de guerra, el novembre del 1957 va patrocinar una invasió a Ifni i el Sàhara de bandes armades que van tractar de reduir la guarnició espanyola, però que no ho van reeixir. La campanya, incloent dos llançaments de paracaigudistes, durà oficialment fins al juliol del 1958, però continuà de manera encoberta i en estat d'emergència fins al 1969, moment en què el Govern espanyol cedí el territori al Marroc.
Segons Gabriel Cardona el tràgic balanç de la campanya fou d'unes cinc-centes baixes al bàndol espanyol dels quals poc més de dos-cents morts, i unes cinc-centes baixes del bàndol marroquí. L'avituallament i l'armament utilitzat per les tropes espanyoles eren clarament obsolets, alguns fusells de la guerra civil espanyola, metralladores que s'espatllaven el primer dia; i el règim franquista no volgué destinar despeses suficients com per establir una guerra moderna.

## Conseqüències
Actualment l'Associació Catalana de Veterans de Sidi Ifni fa gestions perquè el govern espanyol reconegui el sacrifici dels homes que van estar en peu de guerra.